# Station Prostějov hlavní nádraží
Prostějov hlavní nádraží (Nederlands: Prostějov hoofdstation, vaak afgekort tot Prostějov hl.n., Duits vroeger: Proßnitz Hbf) is een station in de Tsjechische stad Prostějov. Het station is onder beheer van de SŽDC en wordt bediend door treinen van de České Dráhy.

## Verbindingen
De volgende spoorlijnen lopen vanaf, naar of via station Prostějov hlavní nádraží:
- lijn 271: Prostějov hlavní nádraží – Chornice
- lijn 273: Červenka – Prostějov hlavní nádraží
- lijn 301: Olomouc hlavní nádraží – Nezamyslice

## Galerij

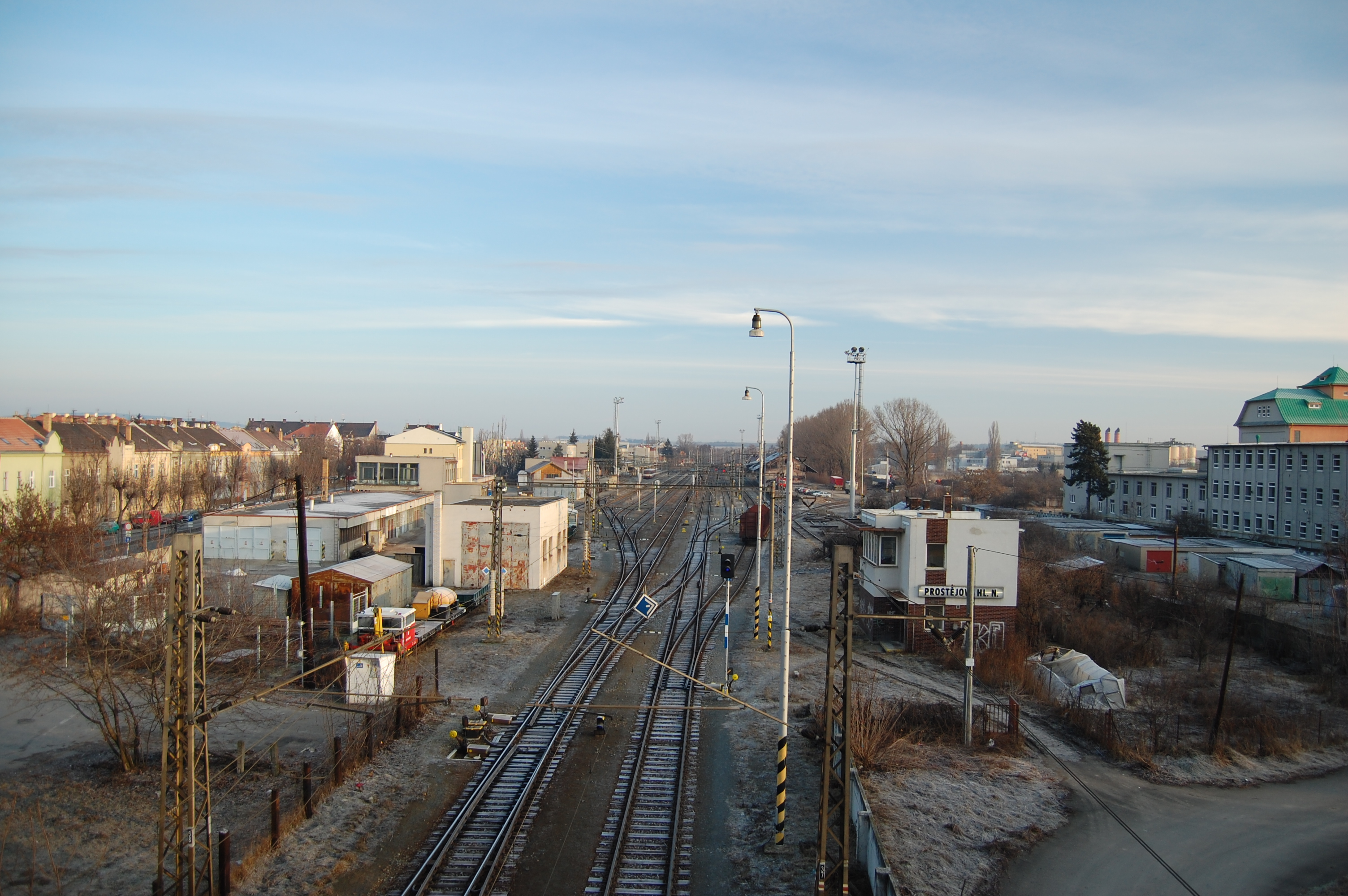
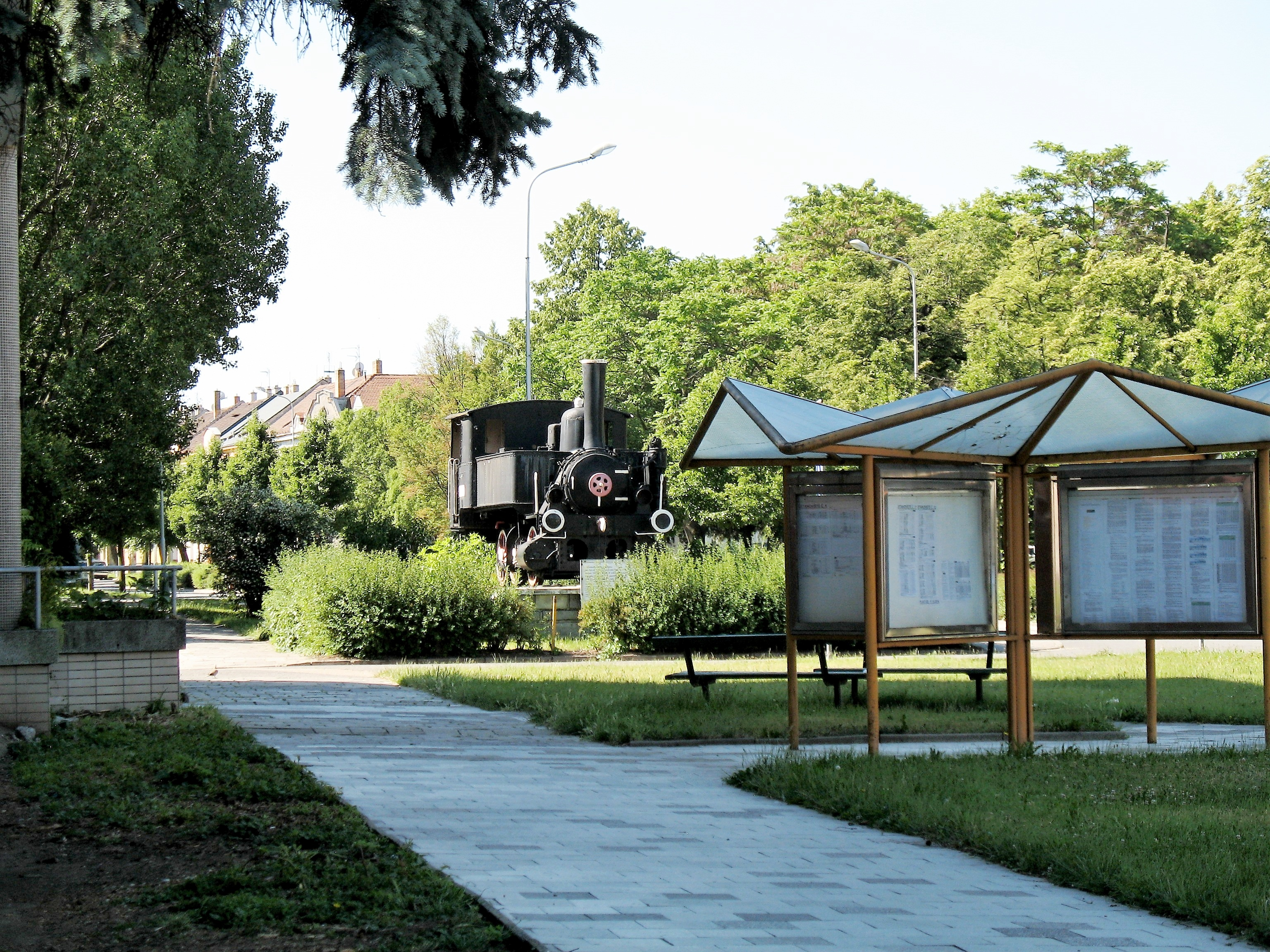
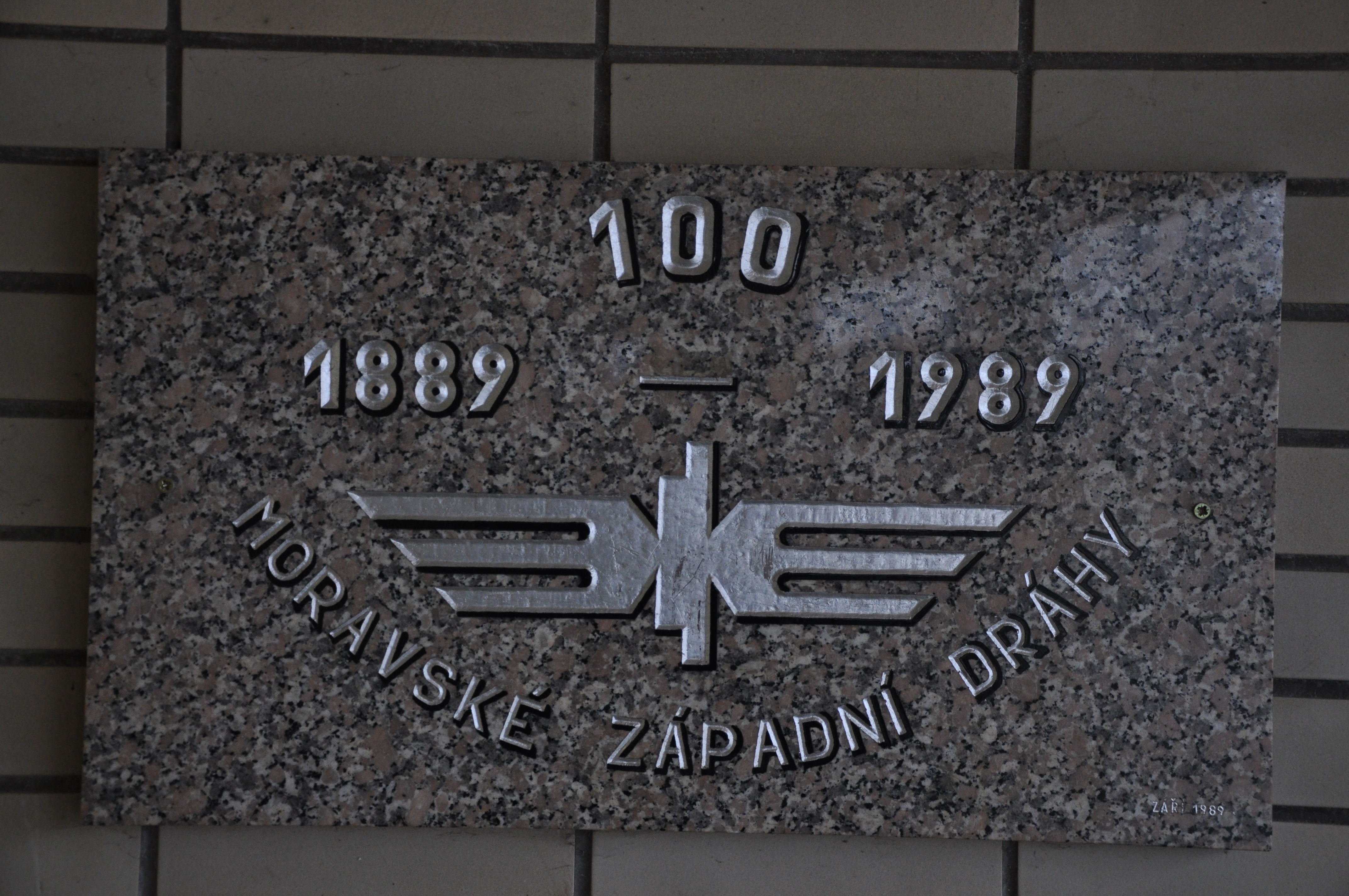
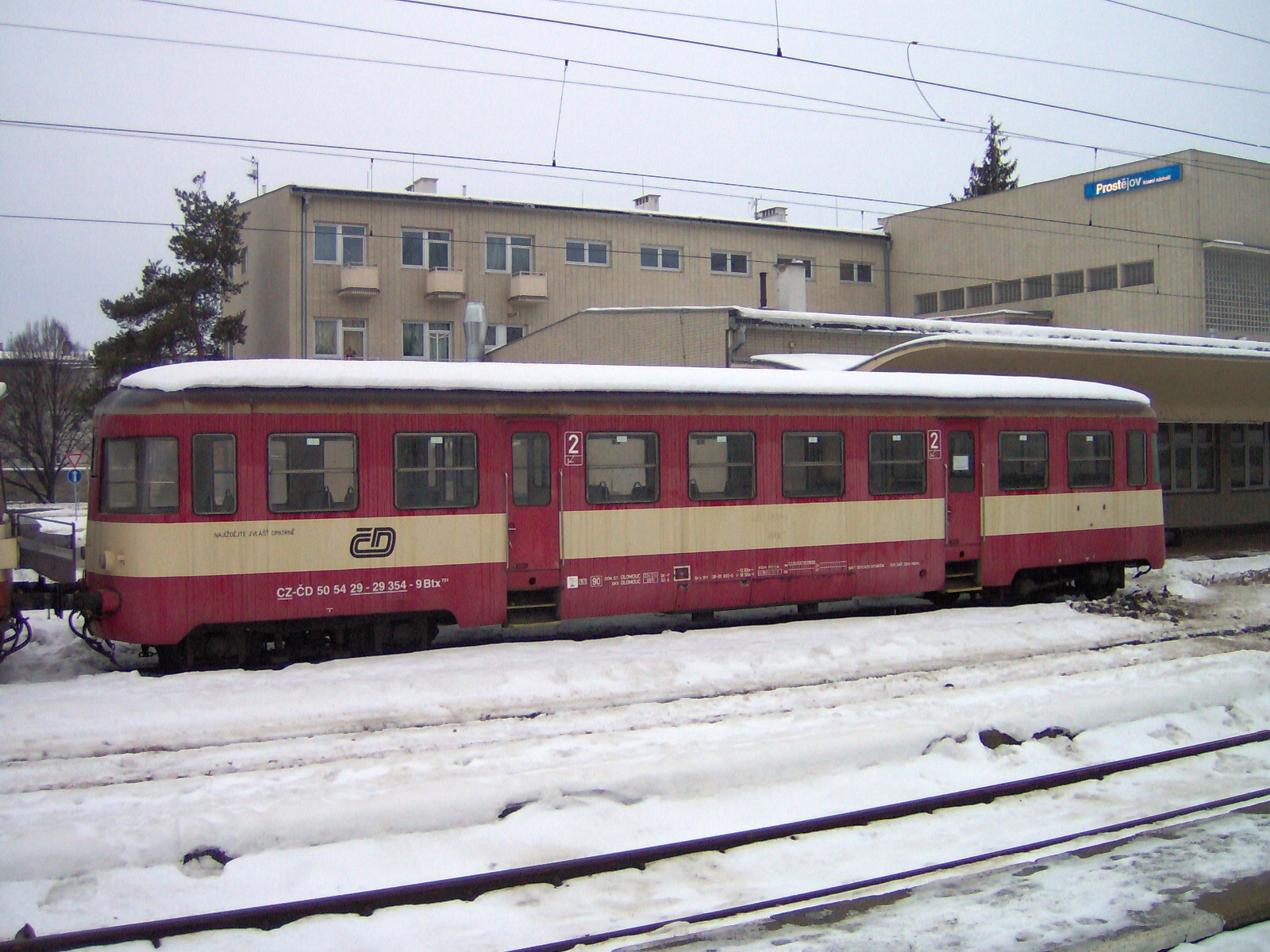

Prostějov hlavní nádraží ↔ Prostějov místní nádraží ↔ Kostelec na Hané ↔ Lutotín ↔ Zdětín u Prostějova ↔ Ptení ↔ Stražisko ↔ Čunín ↔ Křemenec ↔ Konice ↔ Jesenec ↔ Dzbel ↔ Šubířov ↔ Nectava ↔ Chornice
Červenka ↔ Červenka zastávka ↔ Litovel ↔ Litovel město ↔ Litovel předměstí ↔ Myslechovice ↔ Cholina ↔ Odrlice ↔ Senice na Hané zastávka ↔ Senice na Hané ↔ Náměšť na Hané ↔ Drahanovice ↔ Slatinice ↔ Třebčín ↔ Kaple ↔ Čelechovice na Hané ↔ Kostelec na Hané ↔ Prostějov místní nádraží ↔ Prostějov hlavní nádraží
Nezamyslice ↔ Doloplazy ↔ Pivín ↔ Čelčice ↔ Bedihošť ↔ Prostějov hlavní nádraží ↔ Vrahovice ↔ Kraličky ↔ Vrbátky ↔ Blatec ↔ Kožušany ↔ Nemilany ↔ Olomouc-Nové Sady ↔ Olomouc hlavní nádraží